# كوكو (فيرجينيا الغربية)
كوكو (بالإنجليزية: Coco, West Virginia)‏ هي منطقة سكنية تقع في الولايات المتحدة في مقاطعة كاناوا.  يقدر عدد سكانها   وترتفع عن سطح البحر 199.04 متر.